# Tustna

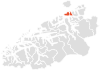
Localização da antiga comuna de Tustna

Tustna foi uma comuna do condado de Møre og Romsdal, Noruega, até 1 de janeiro de 2006, quando foi incorporada à comuna de Aure. Tustna possuía 142 km² de área e 1 020 habitantes (censo de 2004). Sua capital era a cidade de Gullstein.        

Antigo brasão de Tustna

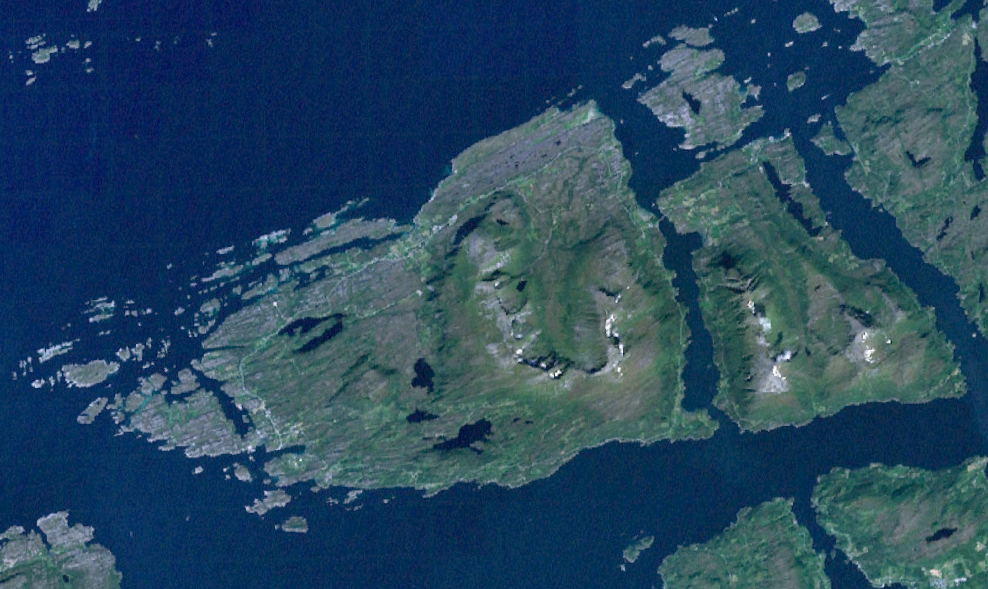
Imagem de satélite de Tustna (Nasa)